# A Karib-tenger kalózai: Salazar bosszúja
A Karib-tenger kalózai: Salazar bosszúja (eredeti cím: Pirates of the Caribbean: Dead Men Tell No Tales, nemzetközi angol cím: Pirates of the Caribbean: Salazar's Revenge) A Karib-tenger kalózai című filmsorozat ötödik része, amely Jack Sparrow kapitány kalandjait követi.
Bemutatója 2017. május 26-án volt.
A film költségvetése 230 000 000 dollár volt. Joachim Rønning és Espen Sandberg rendezte, de jelölt volt még Tim Burton és Alfonso Cuarón is. A főszerepben Johnny Depp és Javier Bardem látható.

## Cselekmény
A film elején egy tizenkét éves fiú egyedül hajózik a sötét éjszakában a tengeren egy ócska csónakban. Hamarosan eléri a Bolygó Hollandit, ahol az édesapja, Will Turner raboskodik már hosszú évek óta az átok miatt, amely a Davy Jones-al vívott csata következtében sújtotta őt. Henry, Will fia, állítása szerint végre megtalálta a módját, hogy megtörje a súlyos átkot: a válasz Poszeidón szigonyában rejlik, mely birtokosának korlátlan hatalmat biztosít a tenger felett, és képes megtörni minden átkot. Henry vállalkozik rá, hogy megkeresi a szigonyt, de ehhez előbb meg kell találnia Jack Sparrow kapitányt, apja korábbi szövetségesét. Will azonban szigorúan megtiltja neki, hogy Jacknek a közelébe menjen, és leintvén az ötletet (mert a szigony csak legenda, hiszen eddig még soha senki nem találta meg) arra kéri a fiát, hagyja el örökre a tengert, és ne viselkedjen úgy, mint egy kalóz.
Kilenc évvel később Henry már felnőtt, és Brit Királyi Hadsereg hajójának fedélzetén szolgál. Amikor az egyik út során megpróbálja figyelmeztetni a kapitányt, hogy váltsanak irányt, mert egyenesen az Ördög háromszöge felé tartanak, ahol köztudottan odavesznek a hajósok, a legénység árulással vádolja, és tömlöcbe zárják. Mikor azonban elérik az Ördög háromszögét, összeütköznek egy régi hajóronccsal, ami hamar életre kell, és feltárul előttük, hogy a roncson egy elvetemült, kegyetlen élőhalottakból álló legénység lakozik, élükön a rettegett Salazar kapitánnyal. Salazar és serege mindenkit lemészárolnak a brit hadihajón, egyedül Henryt hagyják életben, mikor a kapitány tudomására jut, hogy a fiú meg akarja találni Jack Sparrowt. Megkéri Henryt, adjon át neki egy üzenetet, mely szerint Jacknek ütött az utolsó órája, és, hogy a "halál már a nyomában jár."
Jack ez idő alatt Szent Márton-szigetén tartózkodik, ahol a legénységével megpróbáljak kirabolni az ottani város újonnan megalapított bankját. Kockázatos tervük során sikerül a teljes széfet magukkal vinniük, csakhogy Jack részeges viselkedése miatt, mellyel angol gárdistákat zúdít a nyakukba, elvesztik a széf teljes tartalmát. A legénység a sikertelen terv hevében felrója Jacknek az eddigi összes balszerencsés fordulatukat: elveszítették a kincsüket, az értékeiket, sőt még a szigetet se tudják elhagyni, mert nincs hajójuk (bár Jacknél ott van a Fekete Gyöngy, de azt Feketeszakáll korábban egy üvegbörtönbe zárta összezsugorított formában, és Jack azóta se jött rá, hogyan szabadíthatná ki). A legénység megelégelvén a sorozatos balszerencsét, elpártol Jacktől. A dugába dőlt kalózkapitány betér egy kocsmába, ahol mániákusan rumot követel a csapostól, de mivel nincs pénze, így felajánlja az utolsó még meglévő értékét: a tájolóját. Amint azonban megválik tőle, Salazar kapitány és legénysége kiszabadulnak az Ördög háromszögéből (később derül csak ki, hogy a tájoló miért kötötte őket eddig a háromszög fogságába).
Jacket végül elfogják a katonák, és tömlöcbe zárják. Itt tartózkodik egy fiatal Carina Smyth nevű lány is, akit boszorkánysággal vádolnak, (bár ő valójában a csillagászattal foglalkozik, és leghőbb vágya, hogy megtalálja rég elveszett édesapját). Ugyancsak ebbe a börtönbe kerül Henry is, aki miután az egyetlen túlélőként visszatért az Ördög háromszögéből, azt gondolják róla, gyáván megfutamodott, ezért akasztásra ítélik. Carináról és Henryről hamarosan kiderül, hogy mindkettejüket közös érdekek fűzik: Carina birtokában áll egy napló, melyet az édesapja hagyott rá, és amely minden bizonnyal információkat tartalmaz arról az "olvashatatlan térképről", mely elvezet Poszeidón szigonyához. De, hogy ez az információ feltáruljon, szükség van Carina csillagászattal kapcsolatos ismereteire, így Henry felajánlja, hogy segít neki megszökni, hogyha megosztja vele tapasztalatait. Henry hamarosan Jackkel is találkozik a börtönben, és őt is meggyőzi, hogy segítsen neki megkeresni Poszeidón szigonyát, ami Jacknek is érdeke kell, hogy legyen, mert, mikor Henry elmondja neki Salazar üzenetét, és Jack ráeszmél, hogy a tájolója eldobásával felszabadította a háromszögben ragadt kapitányt, így nem kétséges, hogy a szigony az egyetlen, ami megmentheti az életét.
Henrynek sikerül megszöknie a börtönből, Jacket és Carinát viszont már épp kivégeznék a hajnali órákban, mígnem a megmentésükre siet Jack legénysége, akiket Henry fizetett le, hogy a segítségére legyenek. Miután óriási felfordulás keretében mindannyiuknak sikerül megszökniük, Jack és legénysége vízre szállnak A haldokló sirály nevű hajóval, de Carinát és Henryt a továbbiakban foglyokként viszik magukkal. Carina szerint a szigonyhoz vezető térkép a csillagokban van elrejtve, így ő az egyedüli, aki el tudja őket vezetni oda. Az út során Henry (Jack segítségével) ráébred, hogy szerelmet érez az ifjú lány iránt, de nem tudja, felvállalja-e előtte, mert nem akarja, hogy az érzései eltántorítsák a küldetésétől.
Eközben Salazar és legénysége elfoglalják a tengert, és megölnek minden útjukba kerülő tengerészt. Barbossa kapitány, az Anna királynő bosszúja kalózkapitánya, aki miután megszerezte Feketeszakáll hatalmát és vagyonát, rendkívül nagy gazdagságra tett szert, és fél, hogy Salazar felbukkanásával veszélybe kerülhet a kincse. Miután egy tengeri boszorkánytól megtudja, hogy a holtak Jacket keresik, és a boszorkánynak varázslattal sikerül megszereznie Jack tájolóját, Barbossa elhatározza, hogy „felajánlja” segítségét Salazarnak, Jack megtalálásában. Salazar, ha csak rövid időre is, de belemegy az alkuba. Időközben elmeséli a történetét, mely során kiderül, hogy valaha ő volt az egyik leghíresebb spanyol tengerész, aki elvakultan üldözte a kalózokat, és feltett szándéka volt, hogy megszabadítsa tőlük a tengert. Ám Jack Sparrow, aki fiatalon még a Fekete Gyöngy legénységén szolgált, megátkozta őt. Egy Salazárral vívott csata után a Gyöngy haldokló kapitánya Jacknek adta a tájolót, lelkére kötve, hogy soha ne váljon meg tőle, mert a tájoló nagy hatalommal bír. A tájolóval Jacknek sikerült Salazar hajóját az Ördög háromszögébe csalnia, ahol a hajó a tenger mélyére süllyedt, a legénység pedig odaveszett. Hősies tettért Jack lett a Gyöngy új kapitánya, Salazar és legénysége pedig élőhalottakká váltak, és a háromszög fogságában rekedtek, mindaddig, míg Jack birtokolta a tájolót.
A tájolóval Barbossa megtalálja Jack hajóját, a holtak serege pedig megostromolja A haldokló sirályt. Ám Jack, Henry és Carina, egy csónakban egy közeli szigetre menekülnek, ahol egy ideig biztonságban vannak, mert Salazar és csapata a rajtuk lévő átok miatt nem léphetnek szárazföldre. A kapitány így Barbossát küldi Jack után. Ő azonban segítséget ajánl régi riválisának, miután megtudja, hogy Jack a szigonyt keresi, amivel le lehet győzni Salazárt. Barbossa birtokolja Feketeszakáll kardját, mellyel ki tudja szabadítani a Fekete Gyöngyöt, és visszaállítja azt eredeti állapotába. Ahogy a Gyönggyel hajóznak a megfelelő irány felé, Carina szavaiból és a nála lévő napló felismerésével, Barbossa ráébred, hogy ő maga Carina rég elveszett édesapja (ám ezt előtte nem meri felvállalni).
A napló szerint „ahhoz, hogy felszabadítsd a tenger hatalmát, szét kell választanod”. Carina a csillagokból való tájékozódás alapján egy apró, feltérképezhetetlen szigetre vezeti a legénységet, ahol a szigony található. Mikor partra szállnak a szigeten, és Carina a naplója borítóján található rubintot beleilleszti a szigony hollétét jelölő helyre, a tenger vize váratlanul kettényílik, és a tengerfenéken elébük tárul Poszeidón szigonya. Ezt megelőzően megérkezik Salazar legénysége, és csatába szállnak a Fekete Gyönggyel, mely során elrabolják Henryt. Salazar, hogy partra tudjon szállni, megszállja Henry testét, és általa Jack és csapata nyomába ered. Az elvetemült kalózkapitány minden erejével és gyűlöletével próbálja megölni Jacket, aki képtelen visszatámadni, mert, ha megsebzi Salazárt, amíg Henry testében van, akkor Henryt sebzi meg. Carina rádöbben, hogy ahhoz, hogy megtörjenek a tenger felett minden átkot, ahhoz el kell pusztítani a szigonyt.
Amikor Salazárnak már sikerül végre megszereznie az eszközt, és Jackre akar sújtani vele, ő végül képes lesz szembeszegülni egykori ellenségével, és addig-addig csatáznak, míg a szigony végül kettétörik. Ezáltal megtörik az átok, Salazar kikerül Henry testéből, és ő, meg legénysége újra emberek lesznek. A szigony elpusztulásával a kettévált tenger elkezd újra egybefolyni, így fennáll a veszélye, hogy a fenéken tartózkodók vízbe fúlnak. A Gyöngy legénysége a hajó vasmacskájával próbálja kimenteni Jacket, Carinát, és Henryt, de Salazar visszarántja őket, mivel még mindig Jack életét akarja kiontani. Barbossa szembeszegül Salazárral, és próbálja őket megvédeni (főleg Carinát). Közben a lány Barbossa karján megpillantja ugyanazt a jelölést, mely a naplóján is állt, és, mikor megkérdezi Barbossát, hogy kicsoda ő neki, Barbossa azt feleli: „A kincsem” (érdekes párhuzam ez, mert Barbossa csak azért keveredett bele az egész kalandba, hogy a kincsét megvédhesse Salazártól, és itt végre elismeri, hogy az igazi kincse valójában a lánya). Végül nem marad más választása, minthogy magával rántsa Salazárt a mélybe, ezzel azonban ő is, akárcsak Salazar és legénysége odavész a tengerben. Jack, Henry, és Carina, miután épségben visszakerülnek a hajóra, a Gyöngy legénységével együtt meggyászolják a hős kalózkapitányt, miközben Carina a Smyth nevet büszkén lecseréli a Barbossára.
Valamivel később a szárazföldön Henry és Carina végre beteljesítik a szerelmüket egy csókkal, Henry pedig örömmel látja, hogy a Bolygó Hollandi partot ért, ahol édesapja újra emberi alakban közeledik feléje, most, hogy megszabadult a hajó fogságától. Will boldogan egyesül szeretett fiával, valamint a feleségével, Elizabeth-el. Jack a tengerről figyeli őket, kissé émelyegve, de azért örülvén a boldogságuknak, miközben ő maga végre elfoglalja méltó helyét a Fekete Gyöngy kapitányaként, és a legénységével elindul, hogy új, izgalmas kalandok elé nézzen.
A stáblista utáni jelenetben Will és Elizabeth békésen alszanak a hálószobájukban, mikor váratlanul Will felriad, mert újra hallani véli a félelmetes Davy Jones közeledtét. Azt hiszi, az egész csak egy rossz álom, de valójában nagyon is valóságos, mert Poszeidón szigonyának eltörése Jones-ot is megszabadította a saját átkától. A jelenet minden bizonnyal előrevetíti a következő részt.

## Szereplők
| Szereplő | Színész             | Magyar hang            |
| --- | ------------------- | ---------------------- |
| Jack Sparrow kapitány | Johnny Depp         | Király Attila          |
| Salazar kapitány | Javier Bardem       | Fekete Ernő            |
| Barbossa kapitány | Geoffrey Rush       | Borbiczki Ferenc       |
| Henry Turner | Brenton Thwaites    | Czető Roland           |
| Carina Smyth | Kaya Scodelario     | Mórocz Adrienn         |
| Gibbs | Kevin McNally       | Papp János             |
| Shansa | Golshifteh Farahani | Bánfalvi Eszter        |
| Scarfield | David Wenham        | Kőszegi Ákos           |
| Scrum matróz | Stephen Graham      | Czvetkó Sándor         |
| Mullroy | Angus Barnett       | Szűcs Sándor           |
| Marty | Martin Klebba       | Fesztbaum Béla         |
| Cremble | Adam Brown          | Kapácsy Miklós         |
| Murtogg | Giles New           | Sinkovits-Vitay András |
| Will Turner | Orlando Bloom       | Csőre Gábor            |
| Elizabeth Swann | Keira Knightley     | Nem szólal meg         |
| Jack bácsi | Paul McCartney      | Dunai Tamás            |
| Pike | Delroy Atkinson     | Rajkai Zoltán          |
| Bollard | Danny Kirrane       | Minárovits Péter       |
| Lesaro hadnagy | Juan Carlos Vellido | R. Kárpáti Péter       |
| Dix polgármester | Bruce Spence        | Kassai Károly          |
| Mr. Krill | Justin Smith        | Fehér Péter            |
| Mr. Swift | John Leary          | Harmath Imre           |
| Maddox | James MacKay        | Barát Attila           |
| Bowen | Bryan Probets       | Péter Richárd          |
| Henry Turner 12 évesen | Lewis McGowan       | Tóth Márk              |
| Toms kapitány | Richard Piper       | Szersén Gyula          |
| Wade elsőtiszt | Michael Dorman      | Joó Gábor              |
| Cole | Rohan Nichol        | Király Adrián          |
| Öreg kalóz | Paul Armstrong      | Végh Ferenc            |
| Grimes | Robert Morgan       | Papucsek Vilmos        |
| Disznó Kelly | Ken Radley          | Sörös Sándor           |
| Beatrice | Hannah Walters      | Farkasinszky Edit      |
| Pap az esküvőn | Jonathan Elsom      | Botár Endre            |
| Gyóntató pap | Matthew Walker      | Szélyes Imre           |
| További magyar hangok |                     |                        |
| Bálint Adrienn, Barabás Kiss Zoltán, Berecz Kristóf Uwe, Bessenyei Emma, Fellegi Lénárd, Galiotti Barbara, Gardi Tamás, Grúber Zita, Hegedüs Miklós, Illésy Éva, Jánosi Ferenc, Joó Gábor, Juhász Zoltán, Kisfalusi Lehel, Laurinyecz Réka, Maday Gábor, Mayer Marcell, Mayer Szonja, Molnár Kristóf, Nagy Mira, Nagy Szonja, Németh Attila István, Orosz Gergely, Oroszi Tamás, Petridisz Hrisztosz, Pintér Mónika, Posta Victor, Sánta László, Sörös Miklós, Szabó Andor, Szrna Krisztián, Tóth Viktor, Vági Viktória |                     |                        |